# 2021年7月华北气旋
2021年7月华北气旋，是指2021年7月上旬末在中华人民共和国四川盆地地区生成，后期严重影响河北省的由南向北进行的锋面气旋系统，此气旋系统一度给河北省及周边地区带来较为严重的洪涝灾害，其中又以河北省南部的灾情最为严重。中国气象局一度发布预测称，该系统或将致使北京北部、天津、河北中北部等局地日雨量将突破7月中旬极值，且过程中阵风最大可达10到11级。截止7月14日0时，该次华北锋面气旋过程已至少造成1人死亡，1人失踪。
据中国中央气象台首席预报员张芳华解释称，华北地区这次天气过程主要是受到东移发展的低涡和强盛的低空急流共同影响，致使上述地区具备了产生强降水天气的充沛水汽和强烈的上升运动条件。同时，由于系统东侧的副热带高压的阻挡，导致降水系统移动缓慢，有利于降水持续，导致上述地区累计降水量较大。

## 气象历史
风暴源于一个四川盆地中部向东北方向移动的低压系统。这片天气扰动初时在四川盆地缓慢向东北方向移动，并缓慢增强翻越秦岭，于7月11日到达后豫晋边界后开始形成气旋。随后，当日晚间该气旋中心逐渐加强北上，进入河北省境内快速向北移动，并开始给华北多地带来强降水及大风天气，并在稍后严重影响河北南部地区。

## 影响
早在7月9日，河北省气象灾害防御指挥部办公室就已接获相关消息并开始印发相关通知，要求该省各地各有关部门做好11日至13日暴雨天气的防范应对工作。

### 河北省
7月11日，受气旋造成的暴雨影响，河北110个站点降水量超100毫米，其中邯郸市涉县的局地最大日雨量达211.8毫米；最大小时雨强出现在临漳的章里集乡，为122.5毫米/小时。

#### 石家庄市
暴雨前环球时报的报道指，受暴雨影响，2021年7月11日12时起至7月12日，石家庄市动物园将暂停对外开放。7月11日，石家庄市强降雨平均降雨量65.3mm。其中，全市最大降雨量为7出现在火炬广场，为79.1mm；最小降雨量为出现在秀水公园，为50.6mm，均达暴雨量级。受该次强降水影响，截至2021年7月11日16:25，石家庄市公交绕行线路8条，停运线路20条。

#### 邯郸市
7月11日，武安市遭遇强降水天气过程，全市普降大暴雨，部分地区暴雨，个别站点超过200毫米，是该地入汛以来的最强降水。截至当日20时30分，全市最大24小时降水量出现在大同，为207.4mm，而武安市区则为155.7毫米。中新社刊载的文章形容称，该市的街道在雨后“瞬间成河”。
7月11日，涉县亦迎来该地入汛以来最强降雨天气，全县多处积涝严重。

#### 其他地区
7月13日晚间，“承德县发布”官方公号发布消息称，12日至13日，承德县白河断面洪峰流量903立方米/秒，发生超10年一遇洪水。承德县当局全面启动应急预案，组织动员受灾区域群众转移。此外，该县新杖子镇党委书记邢中山一行四人排查险情途中遭遇塌方，当日晚间，承德市委相关部门工作人员向新京报记者确认，四人中有两人脱险。其中，新杖子镇党委书记邢中山已遇难，副镇长冀凤学目前失联，当地仍在全力搜救中。
7月11日晚，雄安新区受气旋暴雨影响，多地积涝严重。

### 北京市
北京市教委此前发布消息称，7月12日当天北京市中小学、幼儿园应停止返校活动，高校停止组织师生的户外调研、实习、聚集性活动，并提示学生不要到山区、河流附近游玩等。
北京市文旅局发布通知称，7月11日12时起，北京市山区景区及乡村民宿、乡村旅游民俗户将暂停营业，请广大市民、游客不要到山区游玩。

### 天津市
天津市蓟州区应急管理局此前发布消息称，区防汛办决定于7月11日10时启动城区防洪Ⅳ级预警响应、山区防洪Ⅲ级预警响应。天津市财政局统筹资金11.7亿元全力支持防汛各项工作，更好地保障天津市民的生命生活生产安全。此外，11日天津盘山风景名胜区已发布紧急通知，即日起，盘山景区将暂时关闭。

### 河南省
2021年7月10日16时至7月11日16时，受锋面气旋影响，焦作市普降暴雨到大暴雨，其中焦作市全市自动站最大24小时降水量出现在该市东北部与山西省交界处，为184.1mm。
该次华北气旋过程引致焦作市普降暴雨，多部车辆被冲走。据人民日报刊载的焦作日报的报道称，7月11日下午，由于丹河上游暴雨影响，形成了洪水沿丹河下泄，该市的沁阳、博爱沿丹河两岸受到较大影响，并提示请沿线群众注意安全。受上游山西省出现强降水天气影响，当日12时，泽州县水利局通知博爱县水利局，白水河开放水，预测来水流量达80立方米每秒。博爱县此前防办已通知沿丹河乡镇派人上河巡查，严禁存在涉水活动。

### 山西省
焦作日报的新闻报道称，山西晋城市此前普降大到暴雨，7月11日13时最大降雨量达205mm。